# أركاديو باديلا
أركاديو باديلا (بالإسبانية: Arcadio Padilla)‏ هو مجدف مكسيكي، ولد في 12 يناير 1941 في مدينة مكسيكو في المكسيك.

## وصلات خارجية
- أركاديو باديلا على موقع الاتحاد الدولي للتجديف (الإنجليزية)
- أركاديو باديلا على موقع اللجنة الأولمبية الدولية (الإنجليزية)
- أركاديو باديلا على موقع أوليمبيديا (الإنجليزية)